# 旧许滕多夫
旧许滕多夫（德語：Althüttendorf）是德国勃兰登堡州的一个市镇，隶属于巴尔尼姆县。总面积为18.78平方千米，截至2020年总人口为583人。